# Живкович, Ришайро
Ришайро Жулиано Живкович (серб. Rišairo Juliano Živković; родился 5 сентября 1996 года в Ассене, Нидерланды) — кюрасаоский и нидерландский футболист, нападающий таиландского клуба «Бангкок Юнайтед». На юношеском и молодёжном уровнях выступал за сборную Нидерландов, с 2023 года выступает за основную сборную Кюрасао.

## Клубная карьера
Ришайро начинал свою карьеру в скромном клубе «Фоксхол», а в 2007 году вошёл в систему «Гронингена». 2 декабря 2012 года он дебютировал за «Гронинген» в матче против «Хераклеса». Всего в своём дебютном сезоне Ришайро провёл четыре матча. Свой первый гол за «Гронинген» он забил 3 августа 2013 года в матче с «Неймегеном».
17 марта 2014 года было объявлено, что Живкович летом перейдёт в амстердамский «Аякс». В интервью Ришайро прокомментировал свой переход: «Аякс является лучшим клубом в Нидерландах, поэтому для меня это шаг вперёд». Живкович стал играть за резервный состав «Йонг Аякс», который выступает в Эрстедивизи.
В первой команде «Аякса» нападающий официально дебютировал 28 октября, выйдя на замену в кубковом матче против любительского клуба «Юрк». Живкович появился в начале второго тайма, заменив Аркадиуша Милика, а на 85-й минуте забил гол, установив окончательный счёт — 4:0.
В конце июня 2015 года Ришайро был отдан в аренду в клуб «Виллем II». В сезоне 2016/17 был арендован «Утрехтом». В июне 2017 года перешёл в бельгийский «Остенде», подписав с клубом контракт на четыре года. В феврале 2019 года стал игроком китайского «Чанчунь Ятай».
31 января 2020 года был арендован английским клубом «Шеффилд Юнайтед». В сентябре 2020 года был арендован «Гуанчжоу Фули».
В июле 2022 года перешёл в нидерландский «Эммен».

## Карьера в сборной
Благодаря происхождению своих родителей Живкович имел право выступать за сборные Сербии, Черногории, Кюрасао или Нидерландов.
22 августа 2013 года, после своего первого гола в Эредивизи, Живкович был вызван в сборную Нидерландов до 19 лет. Он также выступал за сборные Нидерландов до 20 лет и до 21 года.
В марте 2023 года он получил свой первый вызов в сборную Кюрасао на матч Лиги наций КОНКАКАФ против сборной Канады и товарищеский матч против сборной Аргентины. 25 марта в матче против Канады состоялся его дебют за сборную.

## Личная жизнь
Живкович носит фамилию своей матери Миры, которая родом из Сербии. Его отец, покинувший семью, когда Ришайро был маленьким, был с Кюрасао. Помимо нидерландского, он говорит по-сербски.